# 46 Yok Olan
46 Yok Olan es una serie de televisión turca de 2016 emitida por Star TV.

## Trama
Después de que el padre de Murat y Ezo es asesinado frente a ellos, Ezo entra en un estado vegetativo luego de una sobredosis de antidepresivos. Murat, consumido por la culpa, se dedica a encontrar una cura para su hermana. Él, al igual que su padre, también es un brillante científico, pero sabe que la medicina convencional no funcionará en el caso de su hermana. El científico comenzará a experimentar con rituales chamánicos, y después de probar una nueva poción en sí mismo, libera un alter ego que no puede controlar, un alter ego que busca venganza.

## Reparto
- Erdal Beşikçioğlu como Murat Günay.
- Yasemin Allen como Selin Acar.
- Melis Birkan como Ceyla Yılmaz.
- Saygın Soysal como Doğan Yüce.
- Metin Belgin como Ferit Günay.
- Berkan Şal como Salim.
- Ayça Eren como Ezo Günay.
- Özay Fecht como Suzan Yılmaz.
- Selin Uludoğan como Sude.